# Brachymyrmex cavernicola
Brachymyrmex cavernicola är en myrart som beskrevs av Wheeler 1938. Brachymyrmex cavernicola ingår i släktet Brachymyrmex och familjen myror. Inga underarter finns listade.